# Murciai nyelvjárás
A murciai nyelvjárás vagy panocho (dialecto murciano, panocho) a spanyolországi Murcia autonóm közösség – a történelmi Murciai Királyság – területén beszélt spanyol nyelvjárás. Nyelvészetileg átmenetet képez a kasztíliai délspanyol, az aragóniai dialektus, valamint a katalán nyelv között, erős arab és mozarab hatástól érintve. Történetileg önálló újlatin nyelvjárásnak számított, azonban 1305-ben a Murciai Királyság Kasztíliával történő egyesülése után egyre inkább kasztíliai spanyol hatás érte, így a szakemberek ma már a kasztíliai spanyol déli nyelvjárásának tekintik. Hangtanilag leginkább az andalúz nyelvjárással mutat közös vonásokat. A nyelvjárást és használóit szociolingvisztikailag sokáig negatív megítélésben részesítették.

## Főbb jellemzők
A murciai nyelvjárások főbb közös fonetikai–fonológiai sajátosságai az alábbiak:
- Yeísmo: az ll /ʎ/ és az y /ʝ/ mássalhangzók nem megkülönböztető ejtése.
- Falusi területeken előfordul – katalán hatásra – a szókezdő l- palatalizált ejtése: lengua → llingua ’nyelv’.
- A szótagvégi -s hehezetként valósul meg vagy kiesik (mint általában a délspanyol nyelvjárásokban), különösképpen a b, c, d, f, g, p mássalhangzók előtt.
- A magánhangzók közötti és a szóvégi -d kiesése: vestido → vestío ’öltözet’, cantidad → cantidá ’mennyiség’; magánhangzó és r között kiesik vagy félhangzóvá alakul: padre → pare vagy paere/paire ’apa’.
- A mássalhangzó előtti l és r felcserélése: soldado → sordao ’katona’, cuerpo → cuelpo ’test’, falda → farda ’szoknya’.
- A szóközi mássalhangzók laza ejtése.
- A part mentén előfordul a seseo.
- Az a, e, o magánhangzók két nyíltsági fokkal jelennek meg a szó(tag)végi -s elvesztése miatt.

A szókincs sok arab, katalán és aragóniai elemet tartalmaz.